# Capalbio
Capalbio är en ort och kommun i provinsen Grosseto i regionen Toscana i Italien. Kommunen hade 4 068 invånare (2018).